# Bandeira de Santa Helena (Paraná)
A Bandeira de Santa Helena é um dos símbolos oficiais do município brasileiro supracitado, localizado no interior do estado do Paraná. Foi idealizada por Arthur Luponi.
Na feitura de uma bandeira, os metais ouro e prata são substituídos pelas cores amarela e branca. A proporção da bandeira do município é idêntica à da Bandeira do Brasil e da Bandeira do Paraná.